# Capheira sulcata
Capheira sulcata is een zeekomkommer uit de familie Synallactidae.
De wetenschappelijke naam van de soort werd in 1893 gepubliceerd door Hubert Ludwig.